# Districtul Tiszavasvári
Tiszavasvári (în maghiară Tiszavasvári járás) este un district în județul Szabolcs-Szatmár-Bereg, Ungaria.
Districtul are o suprafață de 381,61 km2 și o populație de 27.306 locuitori (2013).

## Localități
- Szorgalmatos
- Tiszadada
- Tiszadob
- Tiszaeszlár
- Tiszalök
- Tiszavasvári